# مصمص
مُصْمُصْ (بالعبرية: מוּסמוּס) هي قرية عربيّة تقع ضمن منطقة المُثلّث وتحديدًا الشمالي منه، في الجهةِ الجنوبيّة الشرقيّة من منطقةِ الروحة على بُعدِ 28 كم شمال غربي مدينة جنين وبضع كيلومترات شمالي شرقي مدينة أُمّ الفحم، يقسمها طريق وادي عارة إلى قسمين؛ أمّا الأوّل هو مُصمُص الغربيّة الواقع في منطقةِ الروحة وأمَّا الآخر فهُو مُصمُص الشرقيّة الواقع في مُنحدراتِ جبال أُمّ الفحم. ترتفع مُصمُص 366 مترًا عن سطحِ البحر. بلغت مساحتها أثناء الإنتداب البريطاني حوالي 6,000 دونم وقد توزعت في منطقتي الروحة ومرج بن عامر، أمَّا اليوم فلا تتعد مساحتها 400 دونم.[بحاجة لمصدر]
تُعد مُصمُص أولى القُرى الفحماويّة، وكان أوّل مُختار لها الحاج محمود إسماعيل. أمَّا اليوم فيُدير شُؤونها المجلس المحلي طلعة عارة "معاليه عيرون" (بالعبرية: מעלה עירון) والذي يضمُّ أربعة قُرى أُخرى، وهي: (زلفة، سالم، مشيرفة والبيّاضة). يبلغ عدد سُكّان القرية اليوم حوالي 4,215 نسمة جميعهم من العربِ المُسلمين.

## التسمية
مُصْمُصْ، بضمِّ الميم وسُكون الصَّاد، هُناك العديد من التفسيرات للإسم فهُناك من يعتقد بأَنّها تحريف لإسم الفرعون تحتمس الثاني الذي غزا فلسطين ووصلت قُوّاته إلى اللَجُّون، وهُناك من يعتقد بأنّ تسميتها جاء من قريةٍ مصريّة تحمل نفس الاسم.

## السكان
بدأ الاستيطان البشري في مُصمُص بالفترةِ الحديثة قُرابة عام 1830م. في عامِ 1922م وصل عدد سُكّان قرية مُصمُص إلى 222 نسمة، وفي عام 1931م وصل عددهم إلى 256 نسمة؛ منهم 124 ذكرًا و132 أُنثى جميعهم مُسلمون ولهم خمسون بيتًا، وفي نهاية عام 1940م قُدروا بِـ 316 نسمة، وفي 1 كانون الثاني عام 1961م وصل عددهم إلى 680 نسمة. أمَّا اليوم فيبلغ عدد سُكّانها حوالي 4,000 نسمة[بحاجة لمصدر] وتُعاني القرية من الكثافةِ السُكّانيّة بشكلٍ كبير. من أشهرِ أعلامِ مُصمُص الشّاعر راشد حسين.
| السنة  | 1922 | 1931 | 1961 | 1972  | 1983  | 1995  | 2008  | 2016  |
| ------ | ---- | ---- | ---- | ----- | ----- | ----- | ----- | ----- |
| السكان | 222  | 256  | 738  | 1,248 | 1,838 | 2,461 | 3,900 | 4,215 |

## التعليم
لم يكُن في مُصمُص بعهدِ الانتداب مدرسةً، وإنما كُتّابًا؛ وكان يُديره الشيخ فريد أبو عليان من أُمِّ الفحمِ، وجاء بعدُه الشيخ عمر البلعاوي (والد حكم بلعاوي الذي كان شيخًا لِكُتّاب قرية البطيمات ثُمّ جاء إلى مُصمُص بمُنتصفِ الثلاثينات). بعدَ الكُتّاب كان الطُلّاب يلتحقون بمدرسةِ أُمِّ الفحمِ الأميريَّة ومن ثُمَّ إلى ثانويَّةِ جنين. أمّا اليوم فتحوي مُصمُص على مدرستين ابتدائيّة الواقعة بالجهةِ الغربيَّة وإعداديّة الواقعة بالجهةِ الشرقيَّة.